# Acosmeryx pseudomissa
Acosmeryx pseudomissa is een vlinder uit de familie van de pijlstaarten (Sphingidae). De wetenschappelijke naam van de soort werd in 1922 gepubliceerd door Rudolf Mell.